# Nažidla
Nažidla (německy Einsiedl) jsou osadou v místní části Suchdol obce Bujanov v okrese Český Krumlov. Leží na silnici I/3, která je součástí evropské silnice E55.

## Historie
První písemná zmínka pochází z roku 1357, kdy ves byla uvedena jako villam Einsiedl (česky vesnice Poustevník). V roce 1403 je uváděn mlýn pod Nayzydly.
Nažidla byly do roku 1950 osadou tehdejší obce Suchdol. V letech 1938 až 1945 byly v důsledku uzavření Mnichovské dohody přičleněny k nacistickému Německu.
Dne 8. března 2003 se jižně od Nažidel, u můstku přes Hněvanovický potok stala dopravní nehoda autobusu, na jejíž následky zemřelo 20 lidí.

### Historické údaje o počtu obyvatel a domů[2]
| Rok            | 1930 | 1950 | 1970 | 1980 | 1991 | 2001 | 2011 |
| Počet obyvatel | 84   | 40   | 28   | 26   | 21   | 14   | 25   |
| Počet domů     | 15   | 16   | 7    | 6    | 9    | 9    | 10   |

## Pamětihodnosti
- Zřícenina hradu Louzek
- Brzdový kámen při silnici I/3 u Nažidel
- Pomník obětem autobusové nehody u Nažidel